# Schopfhabicht
Der Schopfhabicht (Lophospiza trivirgata, Synonym: Accipiter trivirgatus) ist ein kleiner asiatischer Greifvogel. Er kommt in Südindien, Nordostindien, Nepal, Bhutan, Myanmar über Thailand, Vietnam, Kambodscha, Malaysia, Philippinen bis Indonesien, Taiwan und Südchina vor.

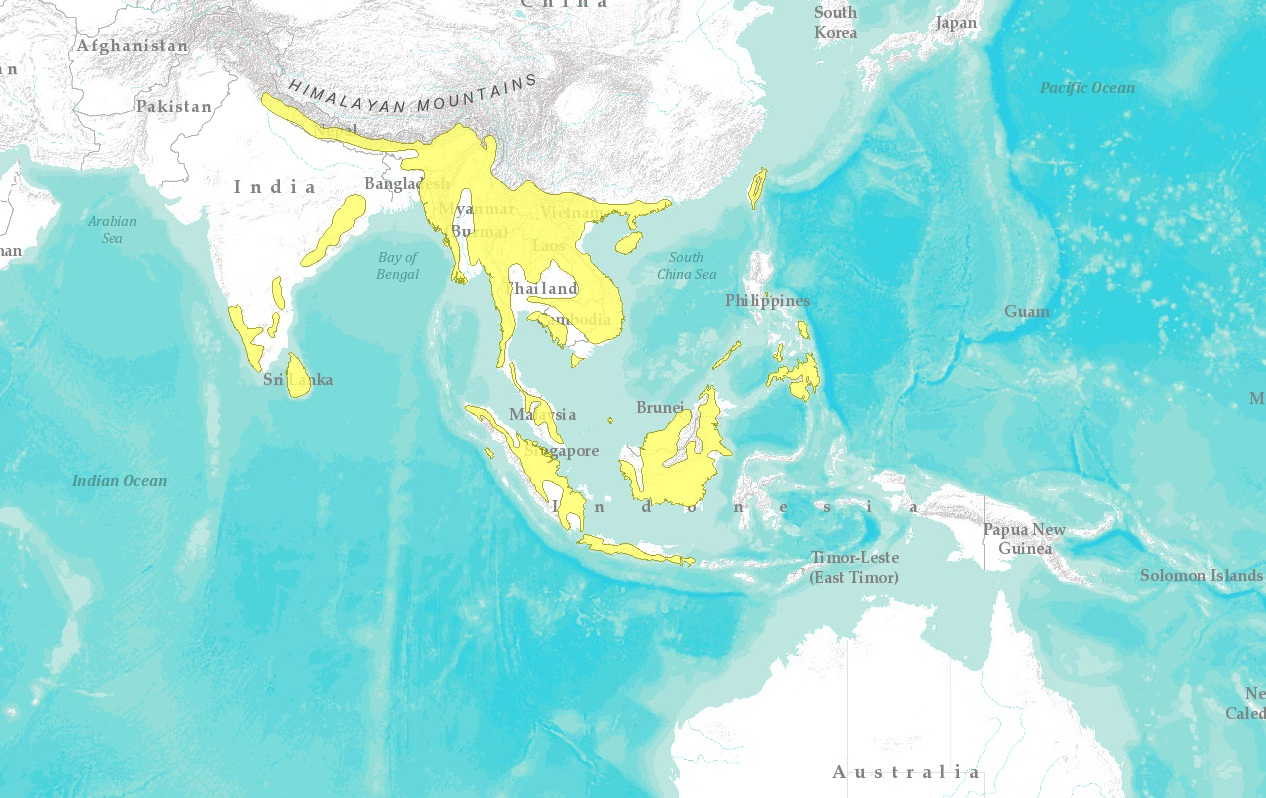
Verbreitungskarte

Der Lebensraum umfasst tropischen Wald vom feuchten Tiefland bis zu Vorbergen, bevorzugt bewaldete Lebensräume mit einzelnen Lichtungen und Galeriewald, auch manchmal in Zivilisationsnähe bis 1800, vereinzelt bis 2400 m Höhe.

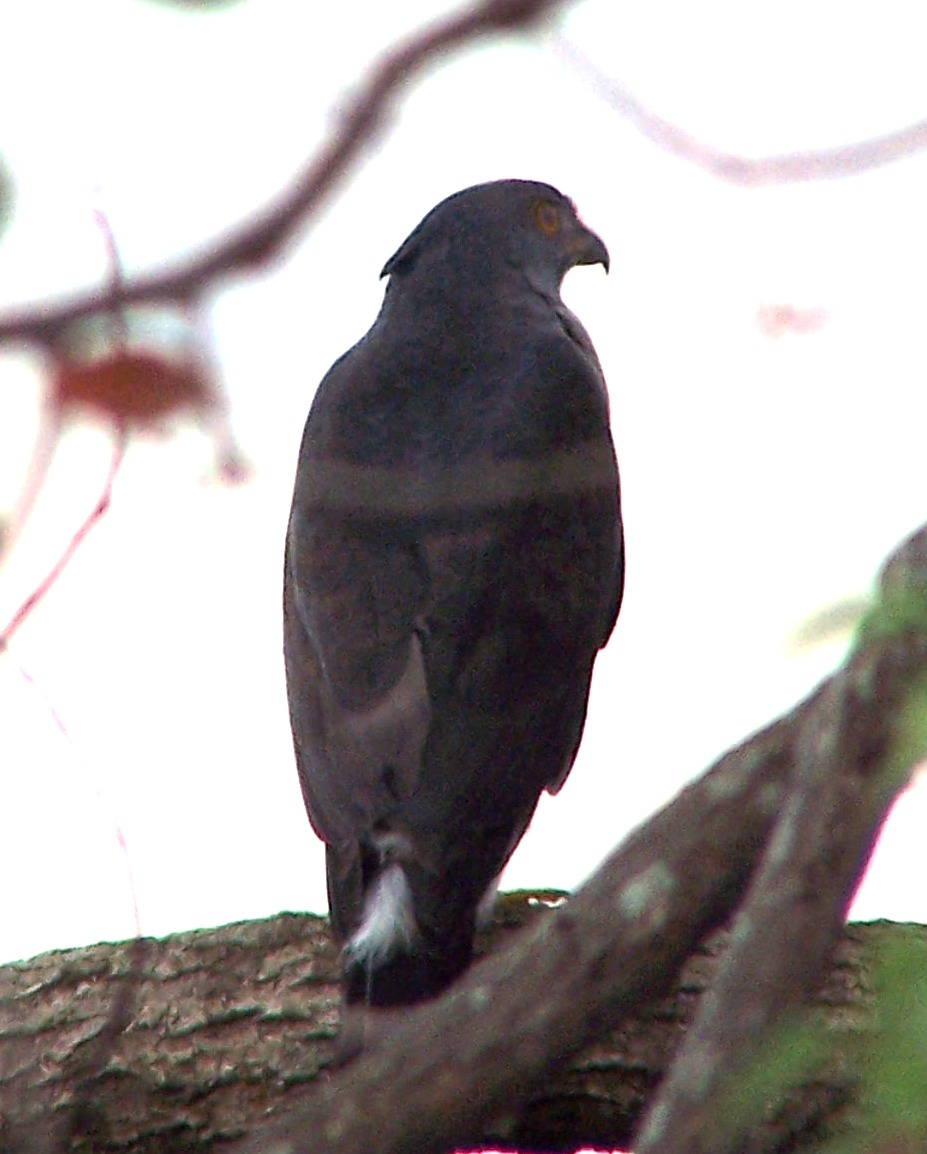
Adulter Vogel mit angelegter Haube

Der Artzusatz kommt von lateinisch tri- ‚drei‘ und lateinisch virga ‚Streifen‘.

## Merkmale
Dieser Vogel ist 30 bis 46 cm groß, wiegt zwischen 224 und 450 g, die Flügelspannweite beträgt 68 bis 90 cm.
Er ist mittelgroß mit kurzen Flügel, kurzer, spitzer, schwärzlich grauer, normalerweise angelegter Haube. Der Scheitel ist schwärzlich, das Gesicht grau mit breitem dunklen Streifen vom Schnabelwinkel seitlich über den Hals, die Kehle ist weiß, die weiße Brust rotbraun mit dunkler Strichelung, Unterseite und Flanken sind hell mit brauner Bänderung, der Schwanz hat etwa gleich breite dunkle und hellere Bänder, die Unterschwanzdecken sind weiß. Das Weibchen ist größer und etwas brauner am Kopf, blasser am Rücken und ist an der Brust weniger rotbraun. Die Augen sind gelb bis rötlich-orange, die Wachshaut grünlich-gelb, die Beine gelb bis orange. Jungvögel haben einen schwärzlich-braunen Scheitel, sind auf dem Rücken graubraun, die Beine sind matt gelb.

## Geografische Variation
Es werden folgende Unterarten anerkannt:
- L. t. indicus (Hodgson, 1836), – Nordostindien bis Südchina, Indochina und die Malaiische Halbinsel
- L. t. formosae (Mayr,1949) – Taiwan
- L. t. peninsulae (Koelz, 1949) – Südwestindien
- L. t. layardi (Whistler, 1936) – Sri Lanka
- L. t. trivirgatus (Temminck, 1824), Nominatform, – Sumatra
- L. t. niasensis (Mayr, 1949) – Nias
- L. t. javanicus (Mayr, 1949) – Java
- L. t. microstictus (Mayr, 1949) – Borneo
- L. t. palawanus (Mayr, 1949) – Palawan und Calamian-Inseln
- A. t. castroi (Manuel & Gilliard, 1952) – Polillo Island
- L. t. extimus (Mayr, 1945) – Südosten der Philippinen

## Stimme
Der Ruf wird als "he, he, hehehehe" beschrieben, die Art ist aber meist still.

## Lebensweise
Die Nahrung besteht aus kleinen Säugetieren, Echsen, Froschlurchen, Vögeln und großen Insekten, die typischerweise durch kurze schnelle Attacke von einem verborgenen Ansitz aus ergriffen werden.
Die Brutzeit liegt zwischen Dezember und Mai, im Süden eher, das große Nest wird von beiden 9 bis 45 m über dem Erdboden in einem großen Bau auf Ästen in dicht belaubten Bäumen erbaut. Balzflüge werden mit weit gespreizten Schwanzfedern und hängenden Flügeln vorgetragen mit abrupten Abtauchen in die Baumkronen. Das Gelege besteht meist aus 2 bis 3 bläulich-weißen Eiern, die von beiden Elternvögeln über 34 bis 39 Tage bebrütet werden.

## Gefährdungssituation
Die Art gilt als nicht gefährdet (Least Concern).